# بي كي (فلم)
بي كي (بالإنجليزية: PK) وتعني في الهندية «الشخص السكران»، هُو فيلم كوميديا ساخرة ودراما هندي صدر سنة 2014. الفيلم من إخراج راجكومار هيراني، بينما سيناريو الفيلم من كتابة هيراني وأبهيجات جوشي. أُنتج الفيلم بشكل مشترك بين هيراني وفيدو فينود تشوبرا، وذلك تحت لواء شركتي «أفلام راجكومار هيراني» و«أفلام فينود تشوبرا» على التوالي. يحكي الفيلم قصة كائن فضائي يأتي إلى الأرض في مهمة بحثية، لكن لصا يسرق جهاز التحكم عن بُعد الخاص بسفينته الفضائية. الفيلم من بطولة كُل من عامر خان في دور البطولة، إضافة إلى أنوشكا شارما وسوشانت سينغ راجبوت وبومان إيراني وسوراب شوكلا وسانجاي دوت في أدوار رئيسية.
يُركز الفيلم على كائن فضائي شبيه بالإنسان تقطعت به السبل على الأرض، الكوكب الذي كان من المفترض أن يدرسه. خلال رحلته في الهند، اختبر العديد من الجوانب الإنسانية، بما في ذلك الأديان والعادات واللغات والملابس والمُمارسات والمعتقدات.
بعد نجاح فيلم 3 بلهاء سنة 2009، بدأ هيراني وجوشي كتابة سيناريو مشروعهم التالي، لكنهما ألغيا مشروع الفيلم، كونهما وجدا أن قصتهما لها أوجه تشابه عديدة مع حبكة فيلم استهلال الذي صدر سنة 2010. أُعيدت كتابة السيناريو لاحقًا بزاوية ونبرة مختلفة. أثناء الإنتاج، كان الفيلم يحمل عنوان «تالي» ثُم استُبدل لاحقًا ليكون «إيك تا تالي» قبل أن يتم تغييره إلى «بي كي» حيث وجد المُنتجون أن العنوان الأخير مُشابه جدًا لعُنوان فيلم إيك تا تايغر (2012). ألف كُل من شانتانو مويترا وأجاي أتول وأنكيت تيواري الموسيقى التصويرية للفيلم، فيما تولى كُل من سواناند كيركير وأميتاب فارما ومانوج مونتاشير كتابة الكلمات. حصلت شركة يو تي في مويشن بيكتشرز على حقوق توزيع الفيلم.
صدر فيلم بي كي في 19 ديسمبر 2014. تلقى هذا الأخير مراجعات إيجابية من النقاد بشكل عام، وقد أثنى غالبية هؤلاء على أداء عامر خان، وطريقة تصوير الفيلم للخرافات. حصل الفيلم على ثمانية ترشيحات في حفل توزيع جوائز فيلم فير الستين، وفاز بجائزتين خلاله. كما فاز الفيلم بخمس جوائز في حفل توزيع جوائز نقابة المنتجين، وجائزتين في حفل توزيع جوائز الشاشة الهندية. حصل بي كي أيضا على جائزة تيلسترا ضمن فعاليات مهرجان الفيلم الهندي في ملبورن في أستراليا.
بلغت ميزانية إنتاج الفيلم 850 مليون روبية هندية (حوالي 12 مليون دولار)، بينما كان بي كي أول فيلم هندي تفوق إيراداته في جميع أنحاء العالم مبلغ 7 ملايير روبية أو ما يُعادل 100 مليون دولار أمريكي. في سنة 2014، احتل الفيلم المركز الأول في قائمة الأفلام الهندية الأعلى دخلا على الإطلاق، كما احتل المرتبة 70 من بين الأفلام الأعلى دخلا سنة 2014 على مُستوى العالم. بلغ إجمالي إيرادات الفيلم في جميع أنحاء العالم 854كرور روبية (حوالي 140 مليون دولار أمريكي). يحتل الفيلم حاليًا المرتبة الخامسة بين أعلى الأفلام الهندية دخلا في جميع أنحاء العالم، والمرتبة الخامسة أيضا ضمن قائمة أعلى الأفلام الهندية دخلا في الهند.

## القصة
يهبط كائن فضائي يُشبه الإنسان على الأرض عارياً في مُهمة بحثية في ولاية راجاستان، لكن تقطعت به السبل عندما سُرق جهاز التحكم عن بُعد الخاص بسفينة الفضاء الخاصة به. تمكن من الحصول على مُسجل كاسيت اللص. في نفس اليوم في بلجيكا، تلتقي امرأة هندوسية هندوسية تُدعى جاغو، بمُسلم باكستاني يُدعى سارفاراز، وتقع في حبه. يعترض والد جاغو على علاقتهما بحُجة ديانتيهما المُختلفتين، ثُم يستشير بعدها العراب تاباسفي ماهاراج، هذا الأخير يتنبأ بأن يخون سارفاراز جاغو. عاقدة العزم على إثبات خطأهم، تطلب جاغو من سارفاراز الزواج بها. في كنيسة الزفاف، شعرت بالحزن عندما تلقت رسالة غير مُوقعة، مُعتقدة أنها من سرفراز، تضمنت إلغاء الزواج بسبب الاختلافات الثقافية بينهُما.
تعود جاغو إلى الهند وتُصبح مراسلًا إخباريًا. تلتقي جاغو بالكائن «بي كي» وهي مفتونة برؤيته يوزع منشورات عن الله «المفقود». تكسب ثقته بإنقاذه عندما يحاول أخذ المال من صندوق جمع المعبد كإسترداد لوعود الله المكسورة. يخبرها الفضائي أنه «رائد فضاء» من كوكب آخر، وأن شعبه لا يعرف شيئًا عن الملابس أو الدين أو التواصل اللفظي، وأنهم ينقلون الأفكار عن طريق التشابك. تُعلم جاغو المخلوق الفضائي كيفية التعامل مع البشر من خلال ارتداء الملابس واستخدام الأموال المسروقة من السيارات «الراقصة».
في فلاش باك، وبعد اصطدامه عن طريق الخطأ بشاحنة، يتخذ الفضائي مُدير الفرقة بايرون سينغ صديقا له، حيث يصطحبه هذا الأخير مع فرقته. يأخذه بايرون إلى بيت دعارة، حيث يمسك بي كي بيد عاهرة لمدة ست ساعات، وبالتالي يتعلم لغة البوجبوري. يخبره بايرون أن اللص الذي سرق منه جهاز التحكم قد يكون في دلهي. يُغادر بي كي إلى دلهي. بسبب سلوكه الغريب، يفترض الناس أنه مخمور ويسمونه «بي كاي» أو «بي كي»، يعني هذا الاسم «الشخص السكران» في اللغة الهندية. يتبنى الفضائي اسم «بي كي» كاسم له، كون شعبه ليس لديهم لغة وبالتالي ليس لديهم أسماء.
يقول الناس لبي كي أن «الله» فقط يمكن أن يساعده في العثور على جهاز التحكم عن بعد. يمارس بصدق الديانات الهندية، بما في ذلك الهندوسية والسيخية والمسيحية والإسلام، في محاولة للعثور على «الله»، ولكن دون جدوى. اكتشف لاحقًا أن تاباسفي لديه جهاز التحكم عن بعد، وهذا الأخير يدعي أنه هدية من الله ويرفض إعادته. وعدت جاغو بي كي بأنها ستستعيد جهاز التحكم عن بعد خاصته، لكي يتمكن من العودة إلى كوكبه.
يخمّن بي كي أن تاباسفي وغيره من العرابين يجب أن يطلبوا «رقمًا خاطئًا» للتواصل مع الله وينصحون الجمهور بالانخراط في طقوس لا معنى لها. تشجع جاغو الجمهور على فضح العرابين المحتالين، من خلال إرسال مقاطع الفيديو الخاصة بهم إلى قناتها الإخبارية. تحولت حملة «الرقم الخطأ» إلى حركة جماهيرية، الأمر الذي أثار استياء تاباسفي. في هذه الأثناء، يجد بايرون اللص ويتواصل مع بي كي، ويخبره أنه باع جهاز التحكم عن بُعد الخاص به إلى تاباسفي. يدرك بي كي أن تاباسفي كان يحتال طوال الوقت وأنه لم يكن «رقمًا خاطئًا». يجلب بايرون اللص إلى دلهي، لكن كلاهما يموت في هجوم إرهابي.
يقرر تاباسفي مواجهة بي كي على الهواء مُباشرة. يسأل تاباسفي بي كي ما هو «الرقم الصحيح». يقول بي كي أن «الله الذي خلقنا جميعًا» هو المفهوم الوحيد الذي يجب أن يؤمن به الناس وأن «الآلهة المكررة» الأخرى مُصطنعة. يجادل تاباسفي، قائلاً إن بي كي يُحاول أن يأخذ الناس بعيدًا عن آلهتهم وأنهم لن يقفوا مكتوفي الأيدي وسيُدافعون عن آلهتهم. يدعي تاباسفي أن له صلة مباشرة بالله ويشير إلى توقعه بخيانة سرفراز لمحاولة إثبات أن المسلمين كاذبون. يدرك بي كي، بعد أن استوعب ذكريات جاغو في وقت سابق، أن سرفراز لم يكتب الرسالة إلى جاغو.
تتصل جاغو بالسفارة الباكستانية في بلجيكا، حيث كان سرفراز يعمل هُناك بدوام جزئي. تخبرها السفارة أن سرفراز كان يزعجهم بسؤاله مرارًا عما إذا كانوا قد تلقوا مكالمة من دلهي، مما يعني أنه لا يزال يحب جاغو. في ذلك اليوم، عثر سرفراز على الرسالة نفسها واعتقد أنها من جاغو، ولم يتصل بها لأنه فهم أنها كانت في حالة توتر أسري. تُعيد جاغو الاتصال بسرفراز، ويُجبر والد جاغو تاباسفي على إعادة جهاز التحكم عن بعد إلى بي كي.
في هذه الأثناء، يقع بي كي في حب جاغو لكنه امتنع عن إخبارها لأنها تحب سرفراز. بعد أن ملأ عدة شرائط صوتية بصوتها وحده، أخذ حقيبتين مليئتين بالأشرطة والبطاريات الإضافية عند مُغادرته إلى كوكبه. يكذب بي كي على جاغو عن مُحتوى الأشرطة، حيث قال لها أن هذه الأخيرة تحتوي على مجموعة مُتنوعة من أصوات الضجيج على الأرض، مثل أصوات الغربان وأبواق السيارات. تدرك جاغو أن بي كي يُحبها، حينما ترى الملاحظة التي كتبها لها في وقت سابق لكنه لا تُواجهه بذلك مباشرة. لا ينظر بي كي حتى إلى الوراء أثناء مُغادرته للأرض لأنه لا يريدها أن ترى وجهه البائس الذي يُحبها. بعد رحيله، نشرت جاغو كتابًا عن بي كي بمساعدة من سرفراز وعائلتها.
بعد عام واحد، يعود بي كي إلى الأرض في مهمة بحثية جديدة حول الطبيعة البشرية مع المزيد من أفراد جنسه.

## طاقم التمثيل
- عامر خان في دور الفضائي "بي كي".

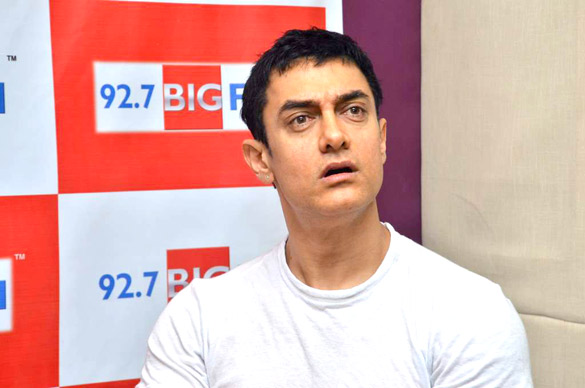
عامر خان، صاحب دور البطولة في الفيلم

- أنوشكا شارما في دور جاغات "جاغو" جاناني ساهاني، صحفية هندوسية وحبيبة سارفاراز.
- سوشانت سينغ راجبوت في دور سارفاراز يوسف، مُسلم باكستاني وحبيب جاغو.
- بومان إيراني في دور شيري باجوا، رئيس جاغو في العمل.
- سوراب شوكلا في دور تاباسفي ماهاراج، عراب عائلة جاغو.
- سانجاي دوت في دور بايرون 'بايا' سينغ، صديق بي كي.
- باريكشيت ساهني[الإنجليزية] في دور جايبراكاش ساهاني، أب جاغو.
- آمارديب جها في دور أم جاغو.
- رام سيثي[الإنجليزية] في دور الرجل العجوز في بلجيكا الذي خان سارفاراز وجاغو.
- ساي غانديوار[الإنجليزية] في دور بائع تذاكر.
- روهيتاش غود[الإنجليزية] في دور مُفتش شُرطة.
- رانبير كابور في دور عالم كائنات فضائية من كوكب بي كي.
- ريما ديبناث[الإنجليزية] في دور فولجاديا.
- ساشين باريخ في دور the Tapasvi's manager
- مايكل بيكالا في دور شخص واقف في محطة القطار.[9]
- روخسار رحمان[الإنجليزية] في دور مُوظف الاستقبال في السفارة الباكستانية.
- بلابيتا بورثاكور[الإنجليزية] في دور أُخت جاغو.[10][11]
- أنيل مانج[الإنجليزية] في دور شخصية ترتدي مثل شيفا.[12]
- بريجيندر كالا[الإنجليزية] في دور بائع الأصنام في المعبد.
- ألوك باندي[الإنجليزية] في دور مُراسل.
- راجيف غوبتا في دور مُفتش في محطة قطارات نيودلهي.
- منالي ثاكور في دور فتاة من كشمير.
- ماني غاغرو[الإنجليزية] في دور ميتو، زميلة جاغو.
- شاجي شوداري[الإنجليزية] في دور الحارس الشخصي لتاباسفي مهراج.

## الإنتاج

### التطوير
بعد نجاح فيلم ثلاثة بلهاء بدأ المخرج راجكومار هيراني والكاتب أبهيجات جوشي العمل من أجل مشروعهما التالي،  وقد كتبوا قصة عن شخصية لديها القدرة على الدخول في عقل الأشخاص الآخرين لجعل هؤلاء الأشخاص أفضل. وقد قضوا سنة واحدة لكتابة القصة ولكنهم اكتشفوا أن القصة ستكون مشابهة كثيراً لقصة فيلم استهلال، وبعد مشاهدة الفيلم شعر هيراني وجوشي بالصدمة من التشابه بين الفيلمين. وفي نهاية المطاف قرروا إلغاء الفيلم، ثم أعاد هيراني وجوشي إعادة صياغة السيناريو والنص، وقد استغرق الأمر خمس سنوات لصناعة الفيلم وثلاث سنوات لكتابته.

### الطاقم
في عام 2011 وقع عامر خان وأنوشكا شارما على الفيلم. ورشح كلاً من عمران خان ورانبير كابور لدور سرفراز يوسف والذي في النهاية ذهب إلى سوشانت سينغ راجبوت. وقد ذكرت تقارير سابقة أن راجكومار هيراني وقع مع أرشد وارسي على أداء دور محوري في الفيلم، وقبل التوقيع مع سوشانت تردد أيضاً أن مادهافان وشارمان جوشي سينضمان لطاقم التمثيل، لكن في النهاية ذهب الدور لسوشانت. كما وقع هيراني مع الممثل المخضرم سنجاي دوت والذي قام بدور بهايرون سينغ صديق بي كاي في دور محوري في الفيلم، وهذا الفيلم من إخراج راجكومار هيراني وشاركه الكتابة ابهيجيت جوشي، ومن إنتاج هيراني وفيدو فينود شوبرا.

### البطولة
هيراني اختار سوشانت سينغ راجبوت بعد أن ظهر في Kai Po Che من إخراج ابهيشيك كابور أظهر له اندفاع الراجبوت. كما وقع مع الممثل المخضرم سنجاي دوت للفيلم، مع مصدر لم يذكر اسمه ان دوت سيؤدي دور محوري في الفيلم. وأكد كلا من أنوشكا شارما، رام سيتي وعامر خان عن الأداء في الفيلم، مع ذكر ان خان يصور الشخصية الرئيسية لـ P.K. وترددت شائعات ان ارشد وارسي سيشارك في الفيلم، الذي أنكر لاحقاً، مشيرا إلى أنه سبق وعرض عليه دور في الفيلم، ورفض بسبب قضايا في الجدول. وصرّحت الإشاعات أيضاً بأن هيراني اقترب من عمران خان، لكن هيراني أنكر هذا أيضاً.

### التصوير
المخرج المشارك جونيد خان بدأ البحث في مواقع التصوير في يوليو 2012. قرر البدء تصوير الوحدة الثانية في أواخر 2012، التي توقفت بعد إشاعة رحيل ثلاثة رؤساء الأقسام للفيلم وسوء الأحوال الجوية يؤجلان التصوير الأول. أنكر هيراني الإشاعات بأن سوف يتأخر، مشيراً إلى أن التصوير الرئيسي كان ينوي أن يبدأ في منتصف يناير 2013 في دلهي وراجستان من أجل «التقاط شتاء دلهي». بدأ التصوير رسميا في 1 فبراير 2013، من المقرر أن التصوير يحدث على مدى 45 يوما. وتم تصوير بعض المشاهد في المدينة التاريخية الشهيرة بروج، بلجيكا، من 10 يونيو - 19 يونيو 2013.

## نقد الفیلم من منظر فلسفة الدین[بحاجة لمصدر]
محتوى هذا الفيلم یدور حول واحدة من مسائل الهامة من فلسفة الدين، مع عدد من القضايا الأخرى، في شكل نقاط إيجابية وسلبية يمكن الحديث عنها.

### نصائح إيجابية
ويشار الفيلم إلى حقائق مريرة بطريقة فنية فیجدی التنوير، منها:
- خيانة أرباب الأديان عبر التاريخ هي دائماً خيانة مريرة للتاريخ. في الواقع كان بعض أصحاب الأديان خونة للجماهير المؤمنين بهم ولو من حیث لم یشعروا.
- معظم الأديان، وخاصة بعض الديانات العديدة للشرقية، هي أرقام الهواتف الخاطئة التي تعرضت للتعذيب على مر العصور والمليارات من الناس.
- تعزيز التعددية في المناخ والتفاعلات (التعددية السلوكية).
- توفير المنطق السليم وصانع الفكر في شكل الفكاهة، وخاصة ضد الوثنية.